# Егорово (Крым)
Его́рово (до 1948 года нас. пункт совхоза «Сакко и Ванцетти»; укр. Єгорове, крымскотат. Yegorovo, Егорово) — посёлок в Ленинском районе (Автономной) Республики Крым, входит в состав Войковское сельского поселения (Войковского сельсовета).

## Население
| 2001 | 2014 |
| ---- | ---- |
| 56   | ↘49  |

Всеукраинская перепись 2001 года показала следующее распределение по носителям языка
| Язык        | Процент |
| ----------- | ------- |
| русский     | 89,29   |
| украинский  | 8,93    |
| белорусский | 1,79    |

### Динамика численности
- 1989 год — 59 чел.[10]
- 2001 год — 56 чел.[11]
- 2009 год — 40 чел.[12]
- 2014 год — 49 чел.[13]

## Современное состояние
На 2017 год в Егорово числится 2 улицы — Вишнёвая и Нижняя; площадь, занимаемая селом, 7,5 гектара, на которой в 38 дворах, по данным сельсовета на 2009 год, числилось 40 жителей.

## География
Расположен примерно в 64 километрах (по шоссе) на восток-северо-восток от районного центра Ленино, примыкая к северной окраине Керчи, у грузовой железнодорожной станции Керченский завод. Ближайшая пассажирская железнодорожная станция — Керчь — около 3,5 километров, высота центра селения над уровнем моря 26 м.

## История
Впервые в доступных источниках встречается в путеводителе «Крым» Б. Баранова 1935 года, из которого следует, что колхоз «Сакко и Ванцетти» был организован, в составе Керченского района, иммигрантами из Италии на рубеже 1930-х годов (в 1933 году уже работал), для снабжения Керчи овощами. Постановлением ВЦИК «О реорганизации сети районов Крымской АССР» от 30 октября 1930 года (по другим сведениям 15 сентября 1931 года) Керченский район упразднили и село включили в состав Ленинского, а, с образованием в 1935 году Маяк-Салынского района (переименованного 14 декабря 1944 года в Приморский) — в состав нового района. В ходе Керченско-Феодосийской десантной операции, после освобождения селения, 28-29 января и 8-10 февраля 1942 года по распоряжению НКВД были высланы в Казахстан (Атбасарский район) все итальянские семьи (около 700 человек). На сборы давалось два часа, с собой разрешалось взять не более 16 кг на человека.
С 25 июня 1946 года в составе Крымской области РСФСР. Указом Президиума Верховного Совета РСФСР от 18 мая 1948 года безымянный населенный пункт колхоза «Сакко и Ванцетти» Приморского района переименовали в Егорово. Селениео получило название в память о Герое Советского Союза, сержанте Приморской армии Василии. Егорове, погибшем в районе Аджимушкая при Освобождении Крыма 13 января 1944 года. 26 апреля 1954 года Крымская область была передана из состава РСФСР в состав УССР. Время включения в Войковский сельсовет пока не установлено: на 15 июня 1960 года село уже числилось в его составе. Указом Президиума Верховного Совета УССР «Об укрупнении сельских районов Крымской области», от 30 декабря 1962 года Приморский район был упразднён и посёлок присоединили к Ленинскому. По данным переписи 1989 года в селе проживало 59 человек. С 12 февраля 1991 года село в восстановленной Крымской АССР, 26 февраля 1992 года переименованной в Автономную Республику Крым. С 21 марта 2014 года в составе Крыма аннексировано Россией.